# Croix en raquette

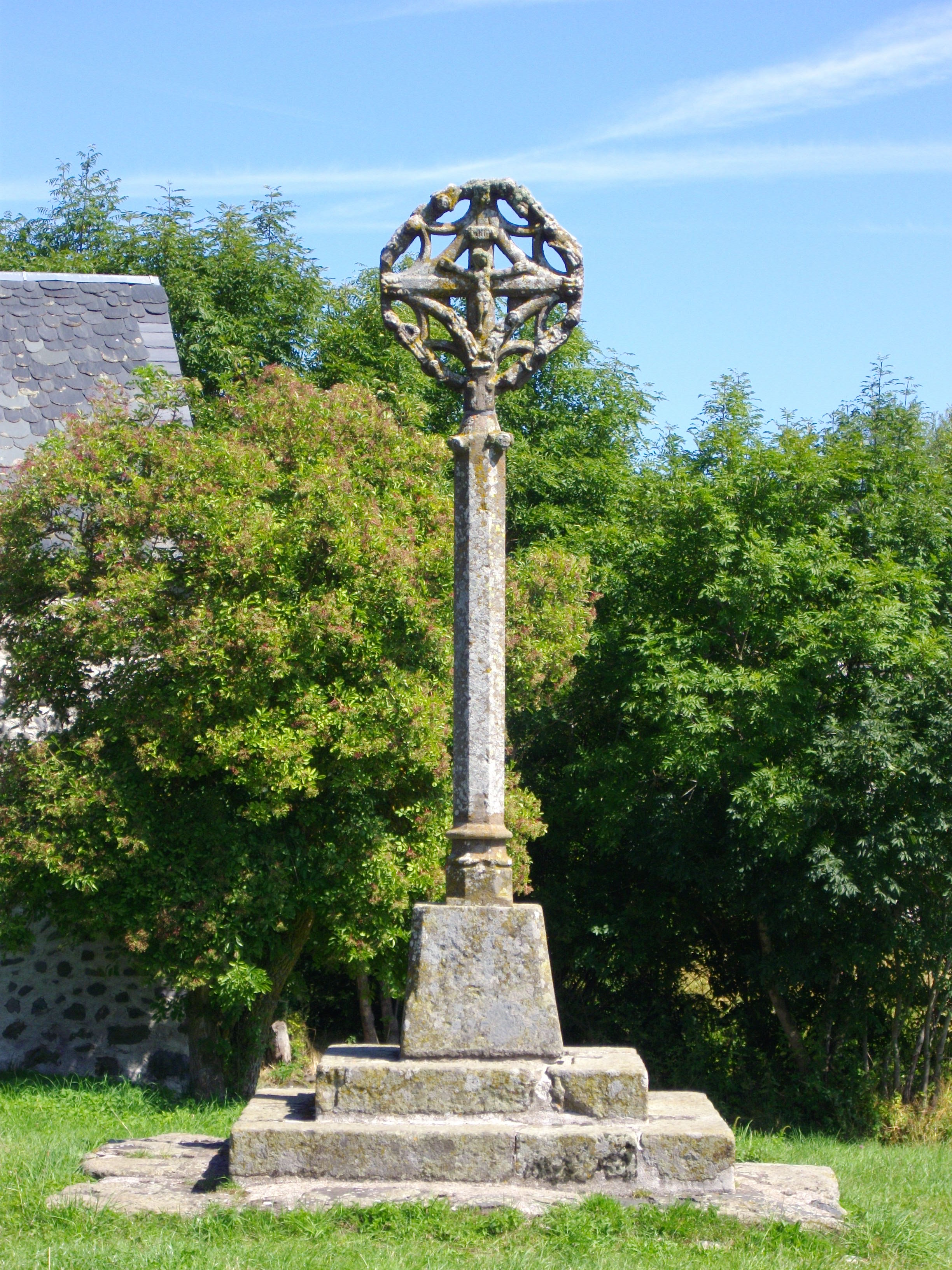
"Croix en raquette" à Chalinargues.

Une croix en raquette, selon la terminologie ou classification proposée par des chercheurs et historiens contemporains, désigne une croix nimbée rappelant la croix solaire ou croix celtique. La pierre de ce type de croix discoïde est percée de nombreuses fines ouvertures.

## Exemples
- Saint-Amant-Tallende, croix en raquette composée d'un losange curviligne orné d'accolades.